# 蓋奧茲·尼加利澤
蓋奧茲·尼加利澤（羅馬化：Gaioz Nigalidze，1989年4月24日—），格鲁吉亚国际象棋大师。2013年、2014年获格鲁吉亚全国冠军。他代表格鲁吉亚诺纳巴统（Nona Batumi）俱乐部参加比赛。
2015年4月，尼加利澤参加在迪拜举办的国际象棋公开赛上作弊被发现，参赛资格被取消，面临着15年禁赛处罚。他与亚美尼亚棋手彼得罗相（Tigran Petrosian）对弈时，多次上厕所。据彼得罗相说，他每走一步棋，尼加利泽看过之后就要去厕所，而且总是去同一格。彼得罗相觉得尼加利澤非常可疑，便向裁判投诉。裁判在厕所中发现了用纸巾包裹着的尼加利澤的手机和耳机，手机上正在运行一款国际象棋软件计算着彼得罗相的棋路。